# 撒馬爾罕州
撒馬爾罕州（烏茲別克語：Samarqand Viloyati）是烏茲別克十二個州份之一，位于该国中部的泽拉夫尚河盆地，面积16,400平方公里，人口2,322,000，其中75%为农业人口。撒馬爾罕州设立于1938年1月15日，下轄14個縣，首府撒馬爾罕市。撒馬爾罕州的气候属于典型的干旱型大陆气候。

## 地理位置
撒馬爾罕州位於烏茲別克中部，坐落於澤拉夫尚河河谷。它與以下州份或國家相連（從北開始逆時針）：納沃伊州、卡什卡達里亞州、塔吉克斯坦共和國、吉扎克州。公路全長4,100公里，另外鐵路400公里。

## 經濟
撒馬爾罕州蘊藏豐富礦石資源，其中包括大理石、花崗石、石灰、碳酸鈣和白垩；這造就了建築材料和金屬加工等行業。此外，陶瓷和化工等工業也很逢勃。農業生產以棉花和穀物為主；另外也種植了不少番茄、蘋果、杏仁和葡萄等蔬果。電訊網絡健全，有著完善的無線電和衛星通訊設施。